# Drop Dead Fred
Drop Dead Fred is een zwarte komedie-fantasiefilm uit 1991, geregisseerd door Ate de Jong, geproduceerd door PolyGram en Working Title Films, en gedistribueerd door New Line Cinema. De hoofdrollen worden vertolkt door Phoebe Cates als Elizabeth Cronin en Rik Mayall als haar denkbeeldige vriend, Drop Dead Fred. Ondersteunende rollen worden gespeeld door Marsha Mason, Carrie Fisher, Tim Matheson en Bridget Fonda. De film volgt Elizabeth, een onderdrukte jonge vrouw, die wordt geconfronteerd met haar chaotische jeugdvriend Fred in haar volwassen leven. De film ontving overwegend negatieve recensies van critici.

## Plot
Elizabeth Cronin, een onderdrukte rechtbankverslaggever uit Minneapolis, bevindt zich in een persoonlijke crisis. Haar huwelijk met haar narcistische en overspelige echtgenoot is op de klippen gelopen. Tijdens een poging om hem terug te winnen, biecht hij op dat hij verliefd is op een andere vrouw en een scheiding wil. Terwijl Elizabeth worstelt met deze afwijzing, verliest ze haar baan en raakt ze haar auto en portemonnee kwijt na een reeks ongelukken.
Gedwongen om terug te keren naar het huis van haar dominante en controlerende moeder, vindt Elizabeth een oude, dichtgeplakte jack-in-the-box. Wanneer ze deze opent, wordt haar denkbeeldige jeugdvriend Fred vrijgelaten, een chaotische en speelse figuur die haar vroeger hielp om te ontsnappen aan de strenge opvoeding van haar moeder.
Hoewel haar denkbeeldige vriend haar aanvankelijk probeert op te vrolijken, veroorzaken zijn wilde en kinderachtige streken al snel rampen. Hij vernielt eigendommen, verstoort sociale interacties en maakt haar leven ingewikkelder. Tegelijkertijd brengt hij haar in contact met herinneringen aan haar jeugd, waarin hij een uitlaatklep bood voor de onderdrukking door haar moeder. Flashbacks tonen hoe hij haar hielp vreugde te vinden in moeilijke tijden.
Elizabeth probeert haar leven op de rails te krijgen en haar echtgenoot terug te winnen, maar ontdekt langzaam dat haar obsessie met hem voortkomt uit een diepgewortelde angst om alleen te zijn. In een droom helpt haar denkbeeldige vriend haar om haar jeugdtrauma's onder ogen te zien en haar innerlijke kracht te ontdekken. Ze bevrijdt haar jongere zelf, confronteert haar moeder en verwerpt haar echtgenoot, die doorgaat met zijn bedrog.
Haar denkbeeldige vriend verdwijnt uiteindelijk uit Elizabeths leven, nu ze geleerd heeft zichzelf te vertrouwen en niet langer afhankelijk te zijn van anderen voor goedkeuring. In de slotscène wordt gesuggereerd dat hij zich richt op een nieuw kind dat hem nodig heeft, wat impliceert dat hij doorgaat met zijn missie om kinderen te helpen zichzelf te vinden.

## Rolverdeling
| Acteur           | Personage                  |
| ---------------- | -------------------------- |
| Phoebe Cates     | Elizabeth Cronin           |
| Ashley Peldon    | Jonge Elizabeth            |
| Rik Mayall       | Drop Dead Fred             |
| Marsha Mason     | Polly Cronin               |
| Ron Eldard       | Michael "Mickey" Bunce     |
| Carrie Fisher    | Janie                      |
| Tim Matheson     | Charles Gretterson         |
| Daniel Gerroll   | Nigel Cronin               |
| Keith Charles    | Murray                     |
| Cheryl Hawker    | Verpleegster               |
| Peter Breitmayer | "Go to Hell Herman"        |
| Clark Niederjohn | Velcro Head                |
| Tom Bethke       | Graggy                     |
| Elizabeth Gray   | Namby Pamby                |
| Bridget Fonda    | Annabella (ongecrediteerd) |
| Eleanor Mondale  | Aantrekkelijke klant       |
| Bob Reid         | Rechter Dubben             |
| Peter Thoemke    | Brandstichter              |

## Opbrengsten
De film, met een budget van ongeveer $6,8 miljoen, werd op 24 mei 1991 uitgebracht in de Verenigde Staten en Canada. Het bracht $3.625.648 op in het openingsweekend en in totaal $13.878.334 tijdens de bioscooprelease. Wereldwijd haalde de film $24 miljoen op, inclusief £1.794.121 in het Verenigd Koninkrijk.

## Kritische ontvangst
Bij de release kreeg de film veel negatieve recensies, maar groeide later uit tot een cultfilm. Op Rotten Tomatoes heeft de film een goedkeuringsscore van 11%, met kritiek dat de film "meer hoofdpijn dan verbeelding oproept." Op Metacritic kreeg deze 25%, wat duidt op "overwegend ongunstige beoordelingen".
Kritieken varieerden sterk, van Gene Siskel die de film "een van de slechtste films" noemde, tot Alexander Larman die de film in 2021 prees als een "verfijnde en vooruitstrevende zwarte komedie over angst en depressie."